# پائولا رامیرس
پائولا رامیرس (اسپانیایی: Paula Ramírez‎؛ زادهٔ ۲۳ آوریل ۱۹۹۶) شناگر زن شنای موزون اهل اسپانیا است.
وی در مسابقات کشوری و بین‌المللی در مجموع برندهٔ ۳ مدال طلا، ۵ مدال برنز شده‌است.